# 존 워너메이커

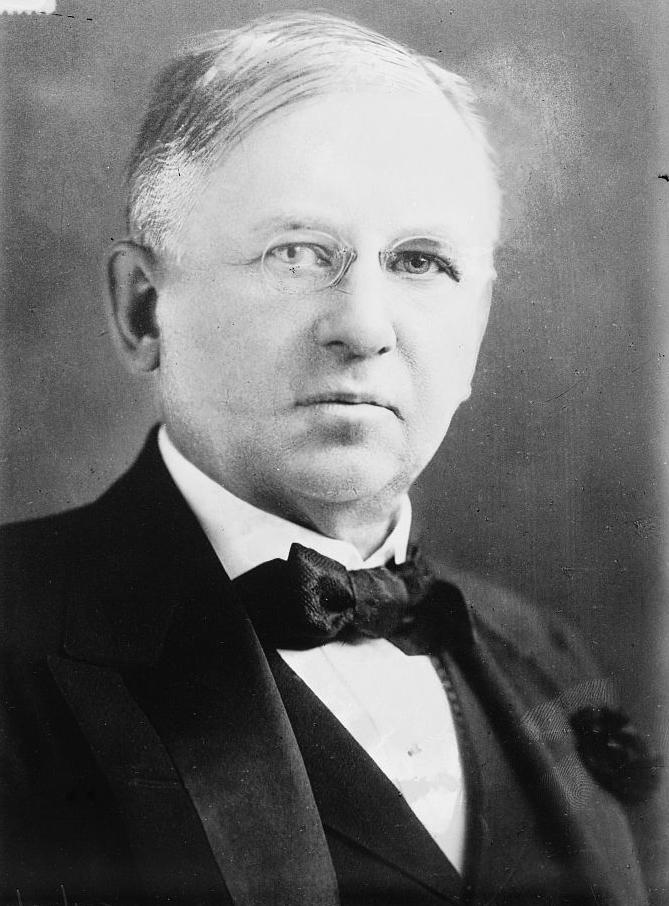
존 워너메이커

존 워너메이커(John Wanamaker, 1838년 7월 11일 – 1922년 12월 12일, 84세)는 광고의 선두자이며 마케팅의 개척자로 인정받는 미국의 상인이며 종교적 사회적 정치적 인물이고, 백화점으로 최초로 만든 존 워너메이커 백화점을 만든 기업가이다. 1889년 미국의 벤저민 해리슨 대통령에 의해서 체신부 장관으로 임명을 받았다. 부흥가 무디와 미국의 저명한 목회자 피어선 박사에게 많은 후원한 신앙인이었다.

## 생애
그는 펜실베니아주 필라델피아에서 태어나서 체신부 장관을 하였다. 그는 박애주의자로서 주일날 아침식사후원 선교회(Sunday Breakfast Rescue Mission)를 만들어서 집없는 사람들을 도왔다. 베다니 장로교회의 주일학교를 성장시킨 기독교 교사였으며, 무디와 피어선의 친구였다. 펜실베니아 대학 박물관에 기증도 많이 하였고, YMCA와 같은 단체도 많이 후원하였다.

## 평가
워너메이커의 성공적인 신화에도 불구하고 그의 삶의 방식과 후손들의 삶의 문화에 대하여 비판이 있다. 미국 컬럼비아대학 사학과 윌리엄 리치(William Leach) 교수는 워너메이커와 그의 후손들에 대한 비판적 연구(욕망의 땅)를 출판하였다. 연구를 위하여 그는 미국 자본주의가 발달하기 시작한 19세기 후반의 시대적 배경 속에서 워너메이커를 조명했는데, 워너메이커가 "주일학교와 YMCA 사역을 병행하면서 소박한 생활 운동을 후원하고 동참했던 측면이 있지만, 소비의 쾌락과 탐닉에 빠져들게 했던 자본주의 사회를 통찰하는 신앙은 없었다"고 비판한다.